# José Manuel Seda
José Manuel Seda Gómez (Sevilla; 10 de agosto de 1968) es un actor español.

## Biografía
Sus inquietudes artísticas se remontan a su adolescencia, en los años 80, cuando asiste a su primer curso de cinematografía, en un taller organizado por el área de cultura del Ayuntamiento de Sevilla, realizando su primer cortometraje. A partir de ahí colabora en distintos proyectos culturales, revistas literarias y fanzines, y empieza a profundizar en otra de sus grandes pasiones: la fotografía. En el año 86, hace un intensivo de doblaje cinematográfico, y empieza a trabajar en los distintos estudios que se establecen en la ciudad de Sevilla. En los años 89 y 90, empieza a tomar clases de danza, participando en distintos seminarios de danza jazz, danza contemporánea, técnica Limón y preparatorio de clásico, impartidos por profesores como Carl Paris o Cristina Urbano. Ese año, el 90, realiza las audiciones para acceder al Instituto del Teatro de Sevilla, donde finalmente es admitido. Y recién terminado su primer año en la mencionada escuela, comienza su andadura profesional. En otoño de 1991 se incorpora al elenco del Centro Andaluz de Teatro (CAT), para participar en el montaje dirigido por Simón Suárez, Doña Rosita la soltera o el lenguaje de las flores de Federico García Lorca. A partir de ahí, y sin abandonar la formación, sigue trabajando sobre el escenario, en diferentes montajes para el CAT, como Tahúr  (1992-93), después obtiene su primer personaje protagonista con Don Juan Tenorio, el disoluto (1993) de Carlo Goldoni, y dirección de Daniel Suárez. También con Daniel Suárez, hace su primer espectáculo musical Tango- Brecht, en 1994. Este mismo año, interpreta al “novio” de Bodas de sangre de Federico García Lorca, bajo la dirección de Ariel García Valdés. Entremedias, también hace teatro de calle, participando en la Cabalgata de la Exposición Universal de Sevilla de 1992.
A lo largo de los años es incesante su actividad sobre las tablas,siempre fascinado por  la búsqueda del hecho teatral, y el encuentro imprescindible con el público. Será muy fructífera su relación con el director teatral Julio Fraga con el que trabajará en repetidas ocasiones: Marcado por el típex de Antonio Oneti (1994-95); Yodo, un proyecto de investigación teatral con textos de Antonio Estrada (1996); Fe de Meredith Oakes (1997); Sinfonía para un nuevo teatro, recital poético con  la Orquesta sinfónica Ciudad de Córdoba, en 1998; Después de Ricardo de Sergio Rubio (2003-04) y por último, en 2005, nuevamente Después de Ricardo. Por el camino también interpretó en el año 2000 la que fue su primera función como productor, Gaviotas subterráneas de Alfonso Vallejo y dirección de Javier Ossorio. También repitió en dos ocasiones con un director francés, Daniel Benoin, que por aquel entonces, dirigía también la Convención Teatral europea, y con el que emprendió su primera gira por Europa, con dos piezas del mismo dramaturgo, Jorge Semprún. La primera de ellas era una versión de Las troyanas de Séneca (2000), y la segunda, Gurs. Una tragedia europea, entre los años 2004 y 2006, donde actuó en francés y en castellano. También cabría destacar de sus comienzos, la función de Miguel Romero Esteo, Horror Vacui, en el año 1996, dirigida por Luis Vera.
A pesar de su intensa carrera teatral, que nunca abandona, también empieza a compaginar los escenarios con los platós de televisión, y aunque su primera colaboración audiovisual data de 1993, cuando interpreta El príncipe encantado, en un cuento infantil, no es hasta 1997 que protagoniza su primera serie de televisión, Vidas  cruzadas (65 capítulos), que a la sazón también resultaba ser la primera serie que producía la televisión regional andaluza, Canal Sur Televisión. Para este mismo canal protagonizará dos series más, Plaza Alta desde 1998 al 2000, durante 300 capítulos, y Arrayán (2001-2002),  218 capítulos.
Su primera incursión en el cine se remonta al año 1999, cuando participa en dos películas, Solas  largometraje dirigido por Benito Zambrano y Nadie conoce a nadie bajo la dirección de Mateo Gil. Con Benito Zambrano también trabaja para una miniserie de televisión, Padre coraje en 2001. En 2004, hace papeles capitulares en distintas series de televisión, como Mediterráneo (1999), Esencia de poder (2001), La sopa boba, Hospital central, Los Serrano, El camino de Victor (tv movie).
Pero llega el año 2006. Año en el que va a participar en su tercer largometraje, La distancia bajo la dirección de Iñaki Dorronsoro, y año que va a significar su salto a la popularidad, gracias al éxito de su siguiente serie de televisión: Yo soy Bea, versión española de la conocida serie colombiana Yo soy Betty, la fea, donde estará hasta 2008, después de 477 capítulos. En De ahí, en 2009, pasará a participar en otra serie de gran éxito de audiencia, Física o química, y permanecerá en ella durante 4 temporadas, 49 capítulos. Entre estas dos series, en 2009 protagoniza para TVE Coslada Cero, una miniserie de 2 capítulos.

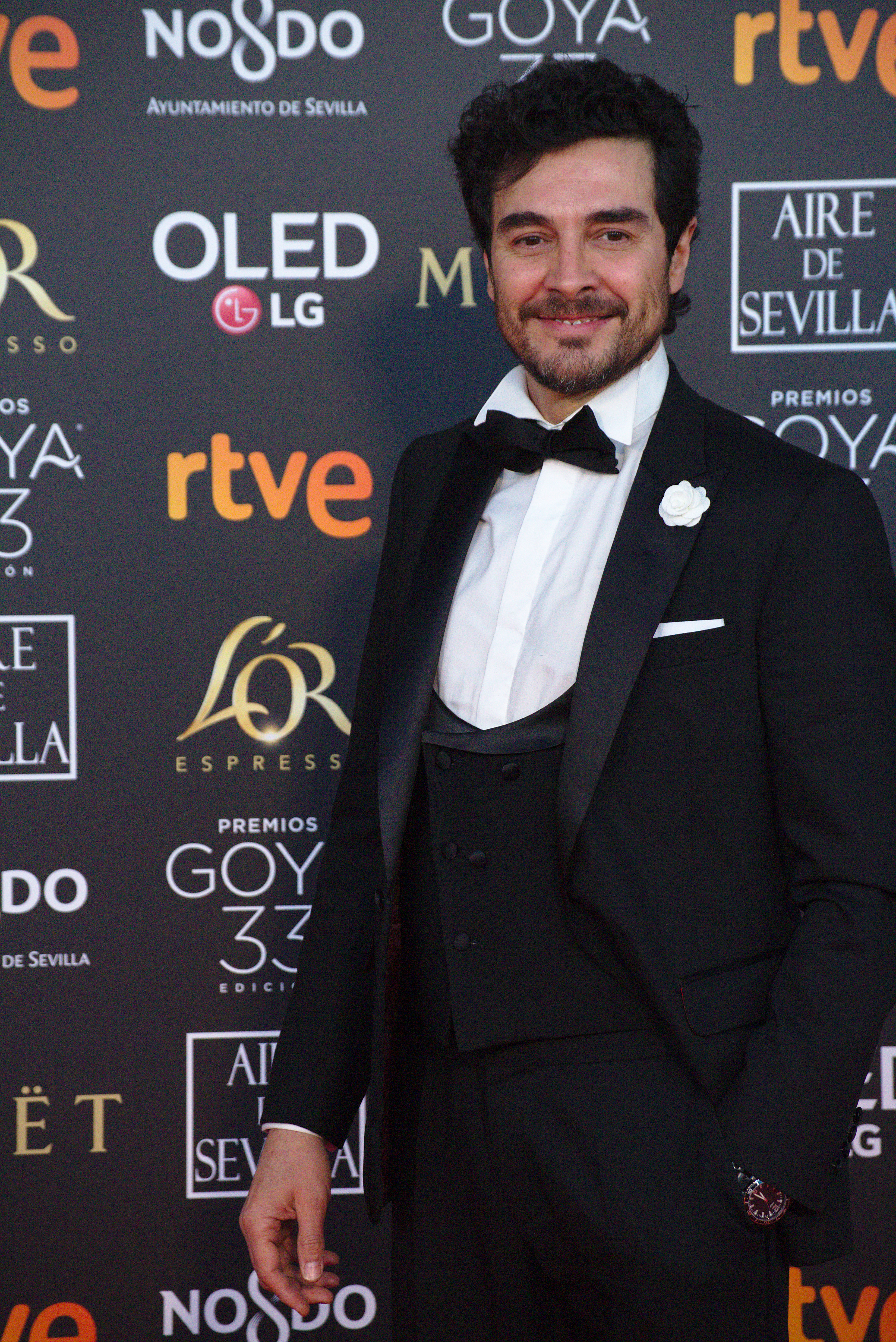
José Manuel Seda en los Premios Goya 2019

Aunque su quehacer en los platós le ocupa la mayor parte de su tiempo, no deja de subirse a los escenarios durante estos años, y protagoniza las que han sido sus últimas apariciones escénicas. Fiel de Chazz Palmintieri con dirección de Juan José Afonso (2008), La fierecilla domada de William Shakespeare, con dirección de Mariano de Paco Serrano(2008-2009), y por último, Yo, el heredero de Eduardo de Filippo y con dirección de Francesco Saponaro, con la que ha estado de gira en España y parte de Europa, durante los años 2011 y 2012, coincidiendo con su vigésimo aniversario como profesional.  
A lo largo de su andadura profesional, ha compaginado su trabajo como actor, con el de presentador de televisión, ha conducido galas, y ha representado diferentes monólogos y stand up´s, recitales poéticos y musicales, y participado en numerosos cortometrajes. De hecho, y cumpliendo sus sueños de adolescente, ha escrito y dirigido tres: Nonato,  (codirector) en 2000, y que también protagoniza. En 2002, Letras pequeñas, y Transito en 2004.  <

## Trabajos

### Cine
- Vitoria, 3 de marzo (2018) - Eduardo
- 23-F: la película (2011) - Secundario. La Zona Films.
- La distancia (2006) - Secundario. Dir: Iñaki Dorronsoro. Abaco Movies
- Nadie conoce a nadie (1999) - Secundario. Dir: Mateo Gil. Maestranza Films.
- Solas (1999) - Secundario. Dir: Benito Zambrano. Maestranza Films.

### Cortometrajes
- Alba (2013) - Protagonista. COM y USJ
- Nonato (2000) - Protagonista. LOASUR PC

### TV Movies
- Coslada Cero (2009) - Protagonista. Mundo Ficción. Dirigida por Manuel Astudillo
- El camino de Víctor (2004) - Secundario. SAKAI FILMS. Dirigida por Dacil Pérez de Gúzman
- Padre Coraje (2001) Secundario.TESAMUN. Dirigida por Benito Zambrano

### Televisión
| Año             | Título                      | Personaje                   | Cadena                  | Datos                                   |
| --------------- | --------------------------- | --------------------------- | ----------------------- | --------------------------------------- |
| 2001            | Esencia de poder            |                             | Telecinco               | 1 episodio                              |
| 2001 - 2002     | Arrayán                     | Pablo Santiesteban          | Canal Sur               | 3 episodios                             |
| 2003            | Un paso adelante            |                             | Antena 3                | 1 episodio                              |
| 2004            | Aquí no hay quien viva      | Toni Romero                 | Antena 3                | 1 episodio                              |
| 2004            | Hospital Central            | Damián Orellana             | Telecinco               | 1 episodio                              |
| 2004            | Los Serrano                 | Agente Olmedo               | Telecinco               | 1 episodio                              |
| 2006 - 2008     | Yo soy Bea                  | Gonzalo de Soto             | Telecinco               | 362 episodios                           |
| 2009 - 2010     | Física o Química            | Martín Aguilar Novallas     | Antena 3                | 49 episodios                            |
| 2012            | Frágiles                    | Padre de Dani               | Telecinco               | 1 episodio                              |
| 2015            | Rabia                       | Jefe de Belén               | Cuatro                  | 1 episodio                              |
| 2016            | El Caso: Crónica de sucesos | Mario                       | La 1                    | 1 episodio                              |
| 2016            | Olmos y Robles              | Gustavo Peña                | La 1                    | 1 episodio                              |
| 2017            | Perdóname, Señor            | Ramón Menéndez              | Telecinco               | 8 episodios                             |
| 2017 - 2018     | Cuéntame cómo pasó          | Inspector Ventura           | La 1                    | 2 episodios                             |
| 2018            | Mónica Chef                 | Pedro                       | Disney Channel          | 17 episodios                            |
| 2018            | Cuerpo de élite             | Eñe                         | Antena 3                | 2 episodios                             |
| 2018            | Vergüenza                   | Pedro                       | #0                      | 1 episodio                              |
| 2019 - 2020     | Amar es para siempre        | Armando Ordóñez             | Antena 3                | 268 episodios                           |
| 2019 - 2021     | Toy Boy                     | Borja Medina                | Antena 3                | 14 episodios                            |
| 2021            | La casa de papel            | Sagasta                     | Netflix                 | 5 episodios - 5.ª temporada (Volumen 1) |
| 2022 - presente | Madres. Amor y vida         | Tobías Benassat             | Prime Video / Telecinco | ¿? episodios                            |
| 2024            | Valle salvaje               | José Luis Gálvez de Aguirre | TVE                     | ¿? episodios                            |

### Teatro
- El prisionero (2016) - Papel protagonista (Estreno 4 de abril. Teatro del Canal. Madrid)
- La estancia (2016) - Papel protagonista (Estreno 11 de marzo. Teatro Calderón, Valladolid)
- Historia de un cuadro (2014) - Papel protagonista : El Greco
- Así es, si así fue (2014) - Papel protagonista
- El encuentro (2014) - Papel protagonista: Adolfo Suárez
- El caballero de Olmedo (2013) - Papel protagonista
- Yo, el heredero (2011) - Papel protagonista
- Fierecilla domada (2008) - Papel protagonista
- Fiel (2007-2008) - Papel protagonista
- Gurs. Una tragedia Europea (2004-2006) - Personaje: Manuel Hernández
- Después de Ricardo (2005) - Papel protagonista
- El Rey de Algeciras (2003-2004) - Papel secundario
- Troyanas (2000) - Personaje: Pyrro
- Gaviotas subterráneas (2000) - Papel protagonista
- La doncella, el marinero y el estudiante (1996) - Papel secundario
- Horror Vacui - Reparto
- Marcado por el tipex (1994-1995) - Papel protagonista
- Bodas de sangre (1994-1995) - Papel protagonista
- Don Juan Tenorio, el disoluto (1993) - Papel protagonista
- Tahúr (1992-1993) - Papel secundario
- Doña Rosita la soltera o el lenguaje de las flores (1991-1992) - Papel secundario

### Doblaje
- Dragon Ball Z  - Zarbon, Recoome (eps. 92-95).
- Dragon Ball GT - Trunks.
- Dragon Ball Super  - Hit.
- Fullmetal Alchemist Brotherhood - Scar